# Medetera jacuta
Medetera jacuta är en tvåvingeart som beskrevs av Negrobov och Stackelberg 1974. Medetera jacuta ingår i släktet Medetera och familjen styltflugor. Inga underarter finns listade i Catalogue of Life.